# Jaguar XJ (X308)
Jaguar XJ (X308) — це повнорозмірний розкішний седан, який вироблявся та продавався компанією Jaguar Cars протягом 1997–2003 років у двох поколіннях і мав двигун Jaguar AJ-V8 і незалежну задню підвіску Jaguar. Це була третя і остання еволюція платформи Jaguar XJ40, яка вироблялася з 1986 року. Йому передував Jaguar XJ (X300).

## Екстер'єр

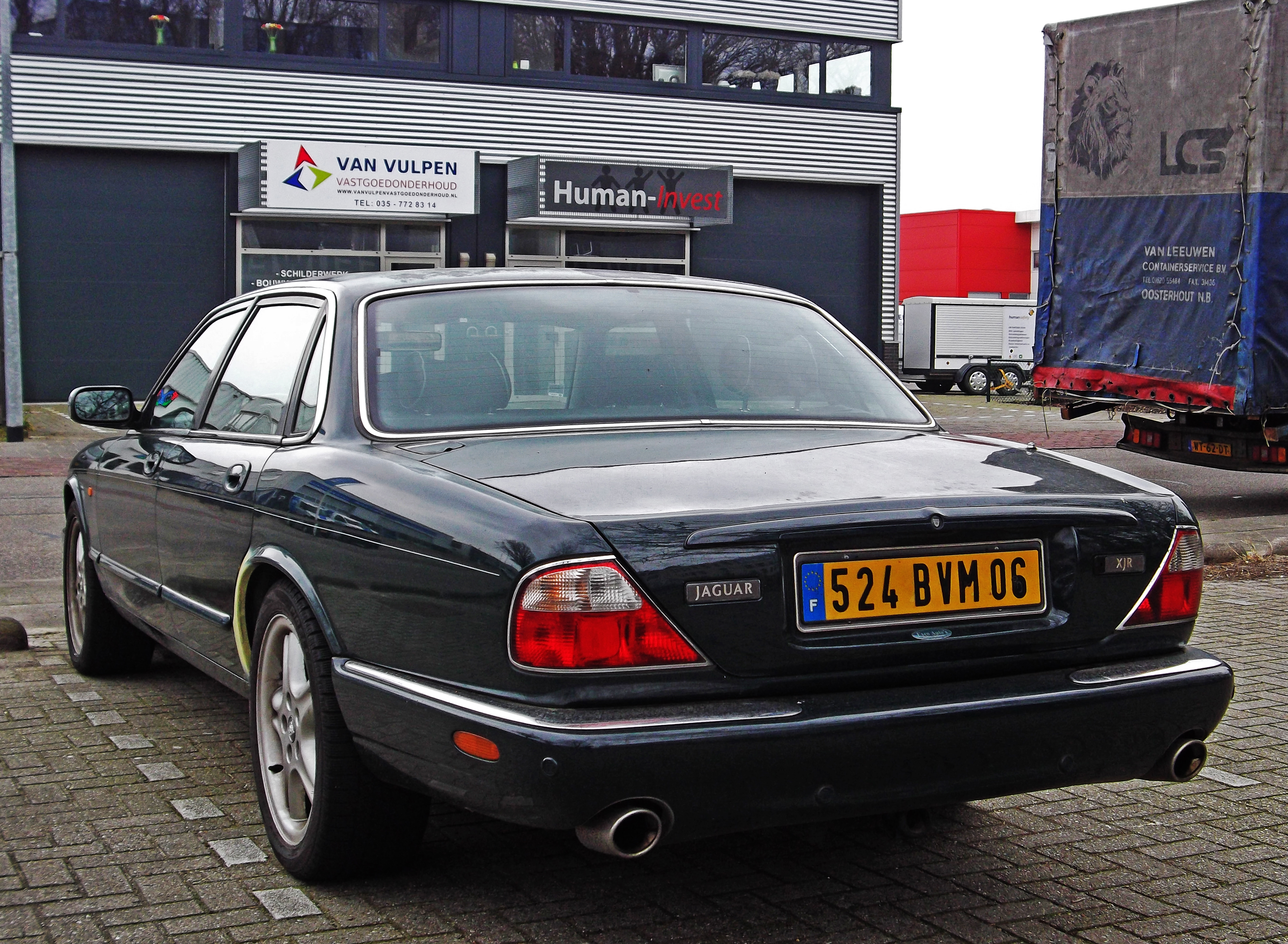
Вид ззаду Jaguar XJR

X308 зберіг майже такий самий зовнішній стиль, як і його попередник, Jaguar XJ (X300), із заокругленим капотом із чотирма фарами, низькою лінією даху, похилою задньою частиною та задніми світловими блоками, що обертаються. З передньої сторони обидва покоління можна відрізнити за формою лінз покажчиків (прямокутні на X300, овальні на X308), а також за формою протитуманних фар і нижнього повітрозабірника, обидва з яких більш округлі. на X308.
Передній і задній бампери були змінені разом із задніми ліхтарями, які мали червоні/прозорі лінзи, а не червоні/сірі лінзи. Дещо змінено обрамлення гриля та позначки. Фари також включали передні габаритні ліхтарі з яскравими лампами, новими для X308.

## Інтер'єр

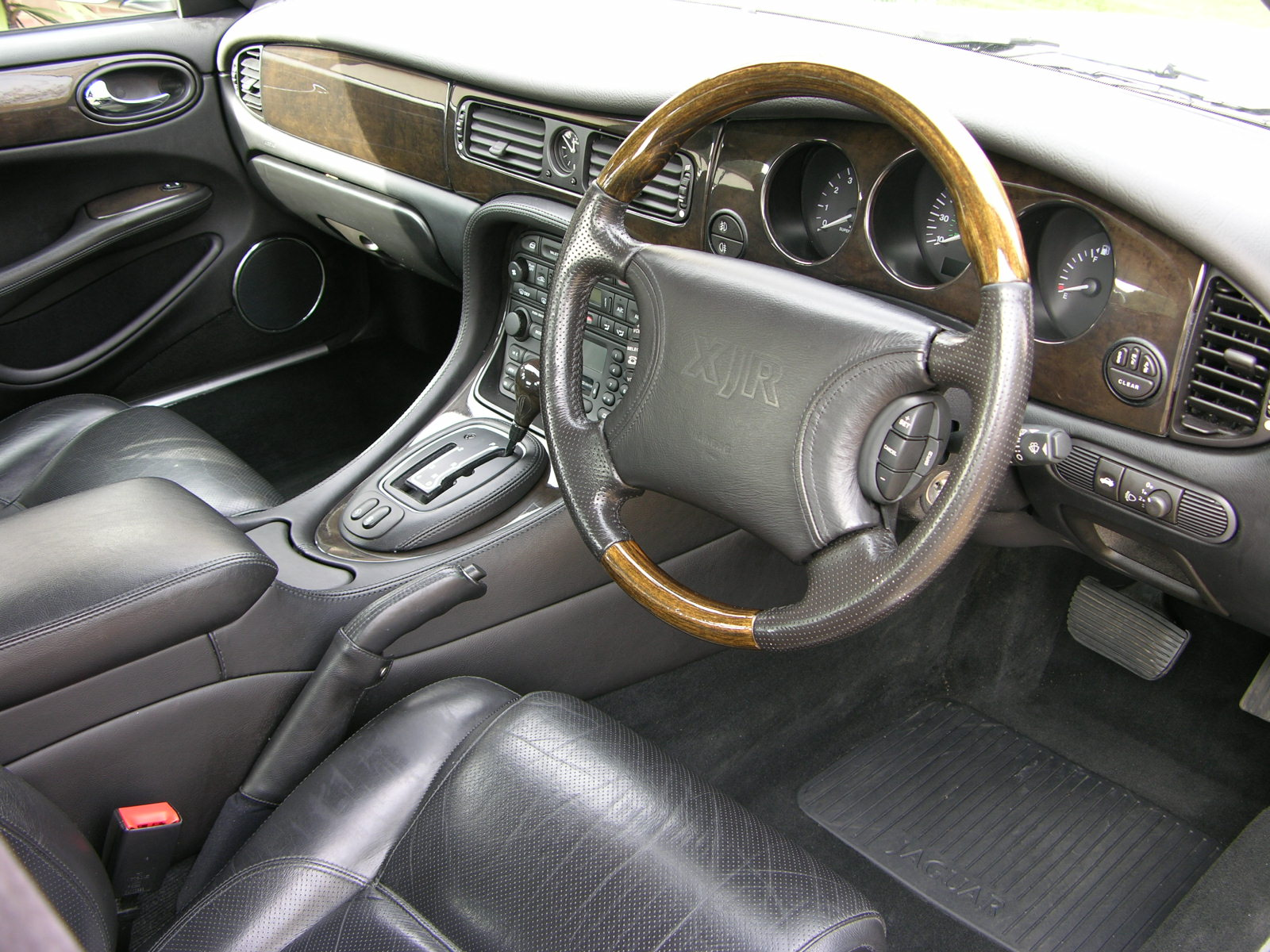
Інтер'єр XJR

Найбільшою зміною в інтер’єрі X308 сталася приладова панель, яка, по суті, залишилася незмінною з оригінального XJ40, лише деталі змінювалися протягом багатьох років. Прямокутна панель приладів поступилася місцем трьом глибоко заглибленим циферблатам, подібним за стилем до нещодавно представленого Jaguar XK8. Нова панель також дозволила відновити правильний бардачок, який був втрачений, коли на оригінальній панелі XJ40 була модернізована бічна подушка безпеки пасажира. Також були трохи переглянуті обшивка дверей і дизайн центральної консолі.
| Об‘єм            | Потужність                  | Крутний момент         | Трансміссія                    |
| ---------------- | --------------------------- | ---------------------- | ------------------------------ |
| 3.2 Л            | 240 к. с. (179 кВт; 243 PS) | 233 фунт⋅фут (316 Н⋅м) | ZF 5HP24                       |
| 4.0 Л            | 290 к. с. (216 кВт; 294 PS) | 290 фунт⋅фут (393 Н⋅м) | ZF 5HP24                       |
| 4.0 L з наддувом | 370 к. с. (276 кВт; 375 PS) | 387 фунт⋅фут (525 Н⋅м) | Mercedes-Benz 5G-Tronic W5A580 |

## Моделі
Замість марки Daimler, яка використовувалася на певних ринках, еквівалентні моделі Vanden Plas продавалися під назвою Jaguar.

### XJ8
Базовий XJ8 стандартно поставлявся з більшою кількістю обладнання, ніж було встановлено на XJ початкового рівня в минулому, включаючи шкіряну оббивку, легкосплавні диски та кондиціонер. Дверні дзеркала та дверні ручки пофарбовані в колір кузова. Решітка радіатора, окантовка лобового та заднього скла, цоколь кришки багажника та дощові жолоби були хромовані, а віконні рами залишилися матово-чорними. Внутрішня обробка деревом горіх. На задній панелі написано XJ8. Для домашнього ринку у вересні 2000 року Jaguar почав позначати модель XJ8 як XJ Executive і в стандартній комплектації встановлював склоочисники з датчиком дощу, програвач компакт-дисків, круїз-контроль і задні датчики паркування.

### Спорт

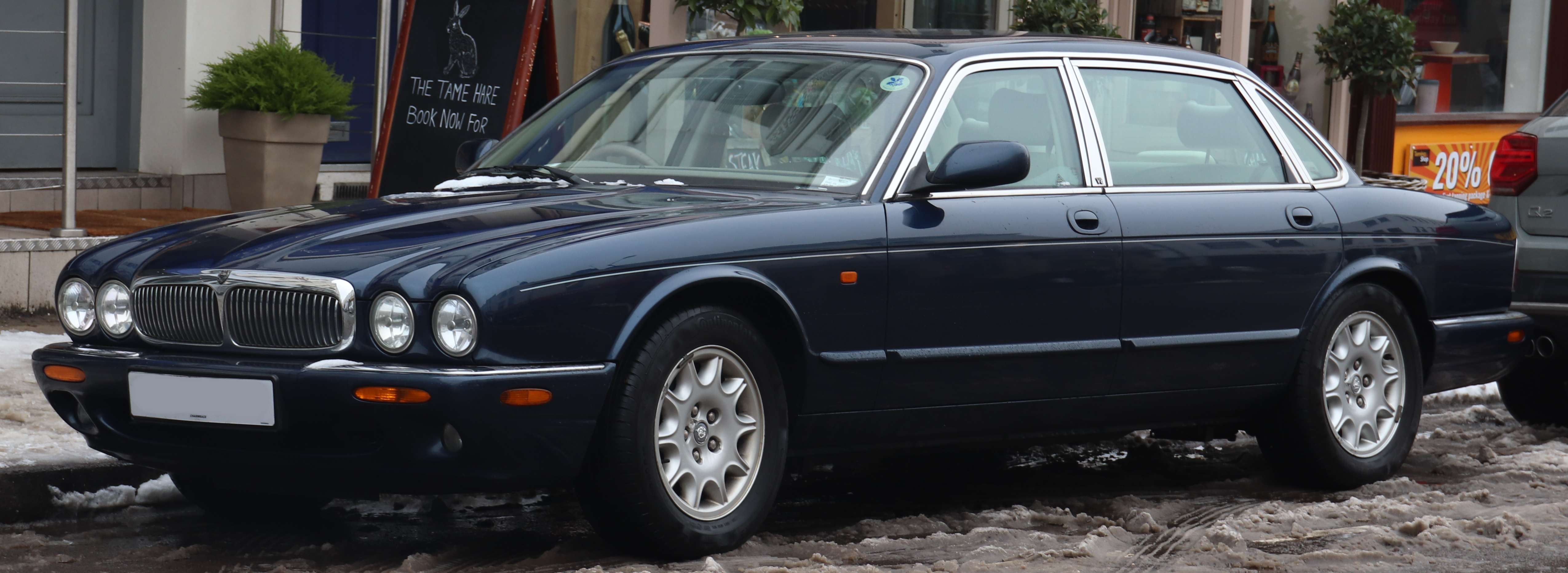
Jaguar Sovereign

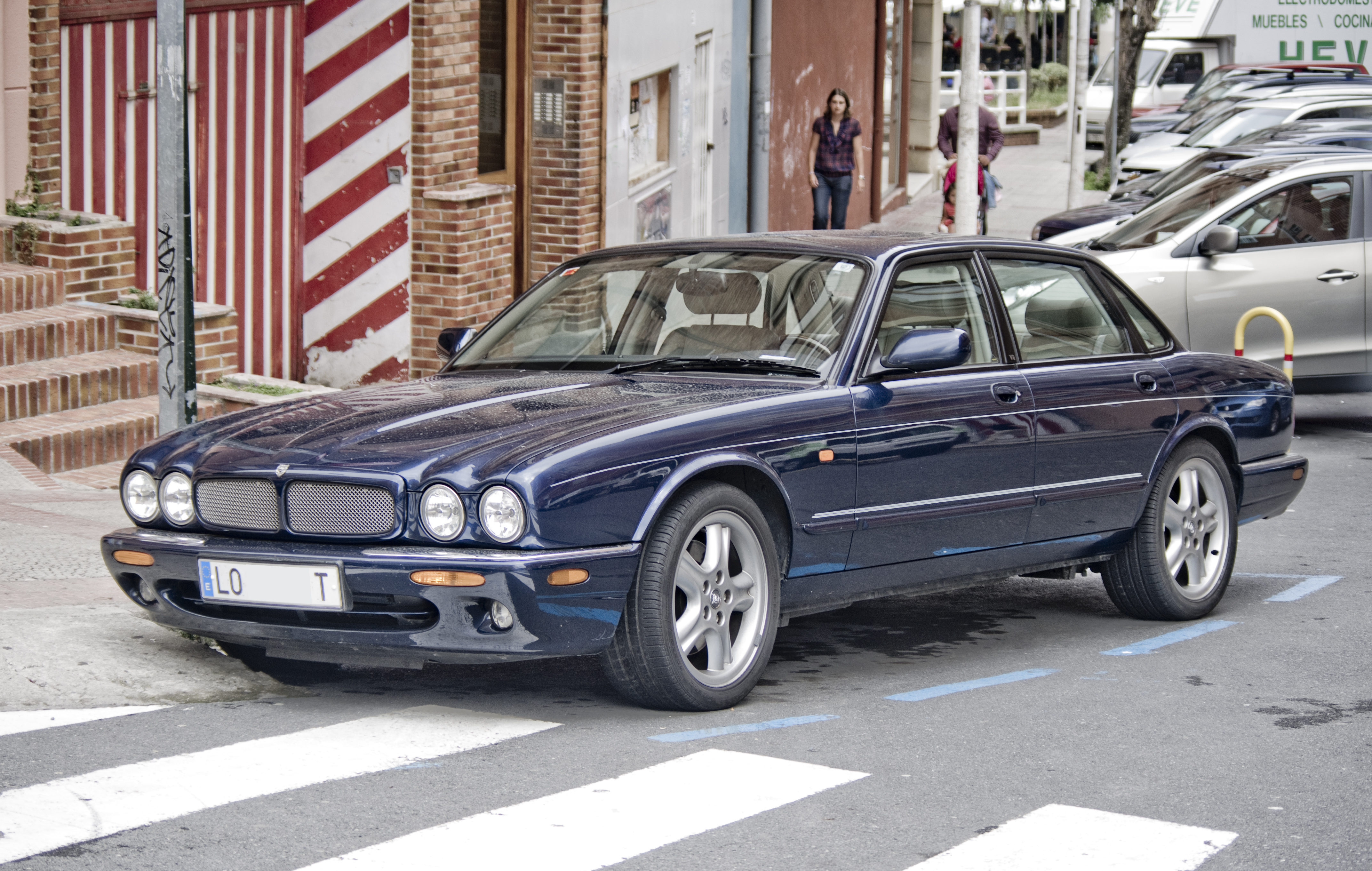
Jaguar XJR 1999 року випуску

Модель Sport була оснащена тільки 3.2 L атмосферний двигун, за винятком Австралії та Сполучених Штатів, які мали 4.0 L атмосферний V8. Він пропонував більш жорстку підвіску, спортивніші сидіння та колірні поєднання інтер’єру, а також ширші та більші колеса, ніж у XJ8. Вітрове та заднє скло були пофарбовані в чорний матовий колір, як і дощові ринви та віконні рами для європейських ринків; для ринку Сполучених Штатів він зберігає хромовані рамки. Решітка радіатора має металеві сірі вертикальні планки. Замість хромованої решітки радіатора Sport використовує рамку кольору кузова. На задній панелі написано XJ Sport . Неспортивний XJ8 3.2 був позначений як XJ Executive.

### Sovereign
Sovereign представляв найвищу специфікацію розкоші для моделей Jaguar, стоячи поруч із XJR, який забезпечує максимальну продуктивність. Соверени характеризуються більш витонченим/дорожчим дерев’яним шпоном, зазвичай високофігурним бором горіха; з панелями керування вікном/попільничкою, також виконаними з дерев’яного шпону на відміну від пластику в інших моделях. Шкіра також має вищу якість і часто має контрастну окантовку, а сидіння мають традиційний рифлений стиль. Налаштування підвіски було спрямоване на турінг, а колеса зазвичай були 16 або 17 дюймів, щоб забезпечити високопрофільні шини для додаткової якості їзди. Також рідкісною опцією пропонувалася адаптивна підвіска CATS. Зовні Sovereign можна відрізнити повним використанням полірованої сталі/хрому навколо вікон і блоків задніх ліхтарів, а також полірованою решіткою радіатора та оздобленням багажника. Автомобілі просто позначені як Sovereign без жодної згадки про XJ. У 1998 році Jaguar також випустив версію Sovereign з довгою колісною базою. Різниця полягає в тому, що автомобіль приблизно на 4 дюйми довший, а задні двері помітно довші за передні; є також відповідно вищий задній профіль даху для забезпечення додаткового простору для голови. Для моделі 2000 року він отримав автоматичні склоочисники, підігрів екрана, CD-чейнджер і колеса 7×16 Lunar.

### XJR
XJR оснащено наддувною версією 4.0 L V8. Він також оснащений спортивною підвіскою, ширшими колесами та шинами та матово-чорним зовнішнім оздобленням вікон, за винятком ринку Сполучених Штатів, де XJR отримав хромовані віконні рами та водосточні жолоби. Як і модель Sport, XJR має решітку радіатора в колір кузова; він має сітчасту вставку з нержавіючої сталі, а не звичайні лопатки. Інші штрихи екстер’єру включають задній значок XJR і більші вихлопні отвори.

### Daimler/Vanden Plas

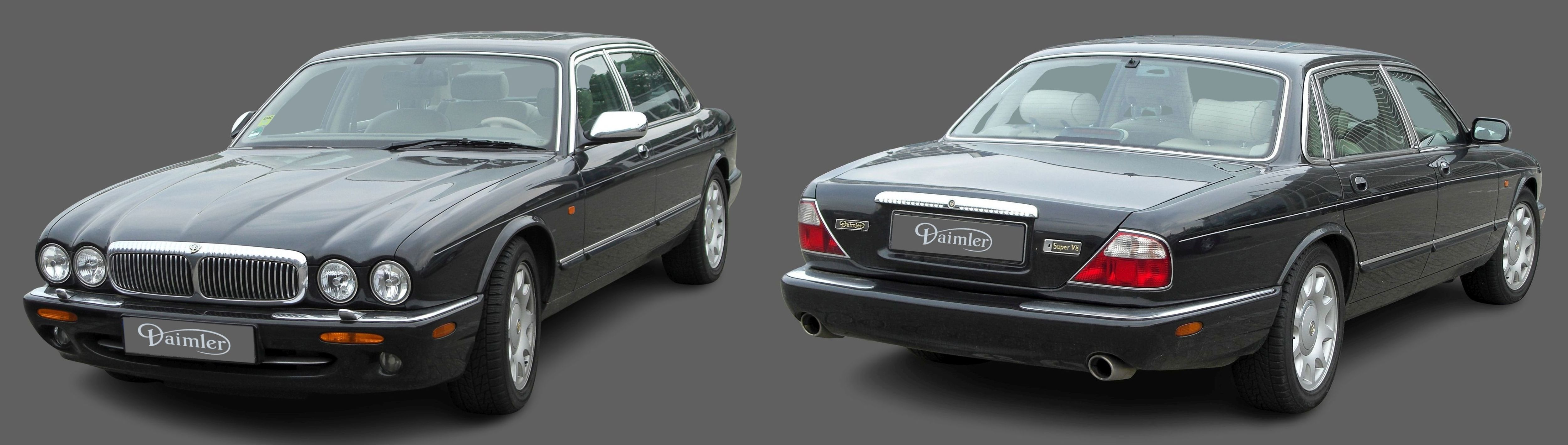
Задня частина Daimler Super V8

Наймодніша марка Daimler, яка продавалася як модель Vanden Plas на певних ринках, наприклад у Сполучених Штатах, має м’яку підвіску та всі доступні розкішні функції. Вони косметично вирізняються традиційним Daimler рифленим оточенням решітки радіатора та рифленим цоколем кришки багажника. Автомобілі Daimler і Vanden Plas також були доступні з двигуном з наддувом, інакше зустрічався лише в XJR. Ця модель отримала назву Daimler Super V8. На ринку Сполучених Штатів ця комбінація була доступна лише як спеціальне замовлення в 2001 році, і ці автомобілі можна було впізнати за значком Vanden Plas Supercharged на задній частині. Для моделі Сполучених Штатів 2002 та 2003 років тоді була запропонована еквівалентна модель Super V8. Ці наддувні варіанти з подовженою колісною базою також були оснащені фірмовою адаптивною підвіскою CATS від Jaguar. Налаштування Sports із програми XJR замінено на налаштування Touring, ексклюзивні для наддувних варіантів Daimler і Vanden Plas. Вона м’якша та більш сумісна, ніж система CATS XJR.